# Mennybemenetel fatemplom (Bánffytelep)
A bánffytelepi fatemplom műemlékké nyilvánított épület Romániában, Kolozs megyében. A romániai műemlékek jegyzékében a  CJ-II-m-B-07595 sorszámon szerepel.